# Д'Анунцио (Тревизо)
Д'Анунцио је насеље у Италији у округу Тревизо, региону Венето.
Према процени из 2011. у насељу је живело 93 становника. Насеље се налази на надморској висини од 94 м.